# 杉岡詩織
杉岡 詩織（すぎおか しおり、1990年3月24日 - ）は、日本の女優。
エフ・エム・ジー所属。多数のCM等に出演。大阪府出身。

## 来歴
NHK連続テレビ小説「カーネーション」の追加キャストのオーディションに受かったことがきっかけでデビュー。

## 人物
- スリーサイズ：B78 W60 H87、靴のサイズ：22.5cm[1]。
- 趣味は漫画、アニメ。特技は詩吟[1]。

## 出演

### テレビドラマ
- 朝の連続テレビ小説「カーネーション」（2011年、NHK） - 小原光子 役
- 「夫婦善哉」（2013年、NHK）4話
- 「最高の離婚Special 2014」（2014年、CX）
- 朝の連続テレビ小説「まれ」（2015年、NHK）22週
- 「サムライせんせい」（2015年、EX）8話
- 大河ドラマ「西郷どん」（2018年、NHK）5話 - 於哲（おあき） 役
- 「世にも奇妙な物語'18春の特別編」「少年」（2018年、CX） - ナース 役
- 「ハル〜総合商社の女〜」（2019年、TX）7話

### 映画
- ミズターホーム（2013年） - 教祖 役[3]

### 舞台
- 月刊根本宗子「夢も希望もなく」(2013年、作・演出：根本宗子） - 莉奈 役
- 「おかあちゃん 〜コシノアヤコ物語〜（2014年）」（2014年、脚本・演出：上杉祥三）

### CM
- 三菱電機 ビルユニティー - 幼稚園の先生 役
- 三菱UFJ信託銀行「時計」篇（WEB） - 節子（回想） 役
- 三菱地所「初めての丸の内」篇
- LION　NONIO
- アース製薬 温包
- メルカリ「ホビー」篇
- 花王 セグレタ
- 東洋水産 マルちゃん正麺「麺の正体・料理番組」篇
- docomo スゴ得コンテンツ「彼はスゴ得」篇
- モバプロ プロ野球ゲーム「野球バカの最高峰　大阪」篇
- ローソンセレクト「食卓」「店舗」篇
- 東芝「使う人の気持ち」篇
- ビズリーチ「ベストマッチ」篇
- リクルート「お店にいい風」篇
- アース製薬 バスロマン「花嫁の父」篇
- 東洋水産 マルちゃん赤いきつねと緑のたぬき「二人きりの年越し」篇
- 丸亀製麺 肉盛りうどん「やばい」篇
- 青森銀行
- ダイハツ 大ヒット!NO.1フェア「出口インタビュー」篇
- モスバーガー 「モスのある町」篇
- 富士通　FMV　LIFE BOOK
- コカ・コーラ ジョージア「待つ者と、待たせる者。」篇
- NTT西日本「幸せと成長」篇 - ICTを提案するNTT西日本社員 西野千晶 役
- キリン のどごし生「そんなあなたにこそ差し入れ」篇
- TSUBAKI お部屋でシャンプー「キレイの新習慣」篇
- オリックスグループ「やる気MAX！大型船舶」篇／「やる気MAX！物流施設」篇 - 友人 役
- 小林製薬 熱さまシート たっぷり蒸気「ママの気持ち」篇 – ママ 役
- 大鵬薬品 ソルマック5「ハッピーアワー」篇
- 日本生活習慣病予防協会　尿酸値啓発キャンペーン（WEB)
- セゾン おとなの自動車保険「LINE PUSH通知」篇
- よつ葉乳業「いろいろとリニューアル」篇 - 購入者 役
- ユニ・チャーム 銀のスプーン にゃんSpoon
- UHA味覚糖 塩あずき
- エムディ化粧品　RezeptⅡシリーズ（WEB）

### MV
- KANA-BOON「生きてゆく」 - 恋人 役
- ヤバイTシャツ屋さん「ハッピーウェディング前ソング」 - ノリで入籍を考えるカップル 役[2]
- ヤバイTシャツ屋さん「癒着☆NIGHT」 - 新婚妻 役[2]

### ラジオ
ラジオドラマ
- 「待合室」（NUMA） - ミキ・朋花 役
- 「あ、安部礼司」（TOKYO FM）

ラジオCM
- めろんぶっくす 日本橋店 移転

### スマホゲーム
- ヘルプ!!!恋が丘学園おたすけ部 - 椎奈実佳 役[4]

### PV
- 「Red Bull SoundClash 2022」